# Potamotrygon magdalenae
Potamotrygon magdalenae är en rockeart som först beskrevs av Duméril 1865.  Potamotrygon magdalenae ingår i släktet Potamotrygon och familjen Potamotrygonidae. IUCN kategoriserar arten globalt som nära hotad. Inga underarter finns listade i Catalogue of Life.